# Cinéma poétique ukrainien

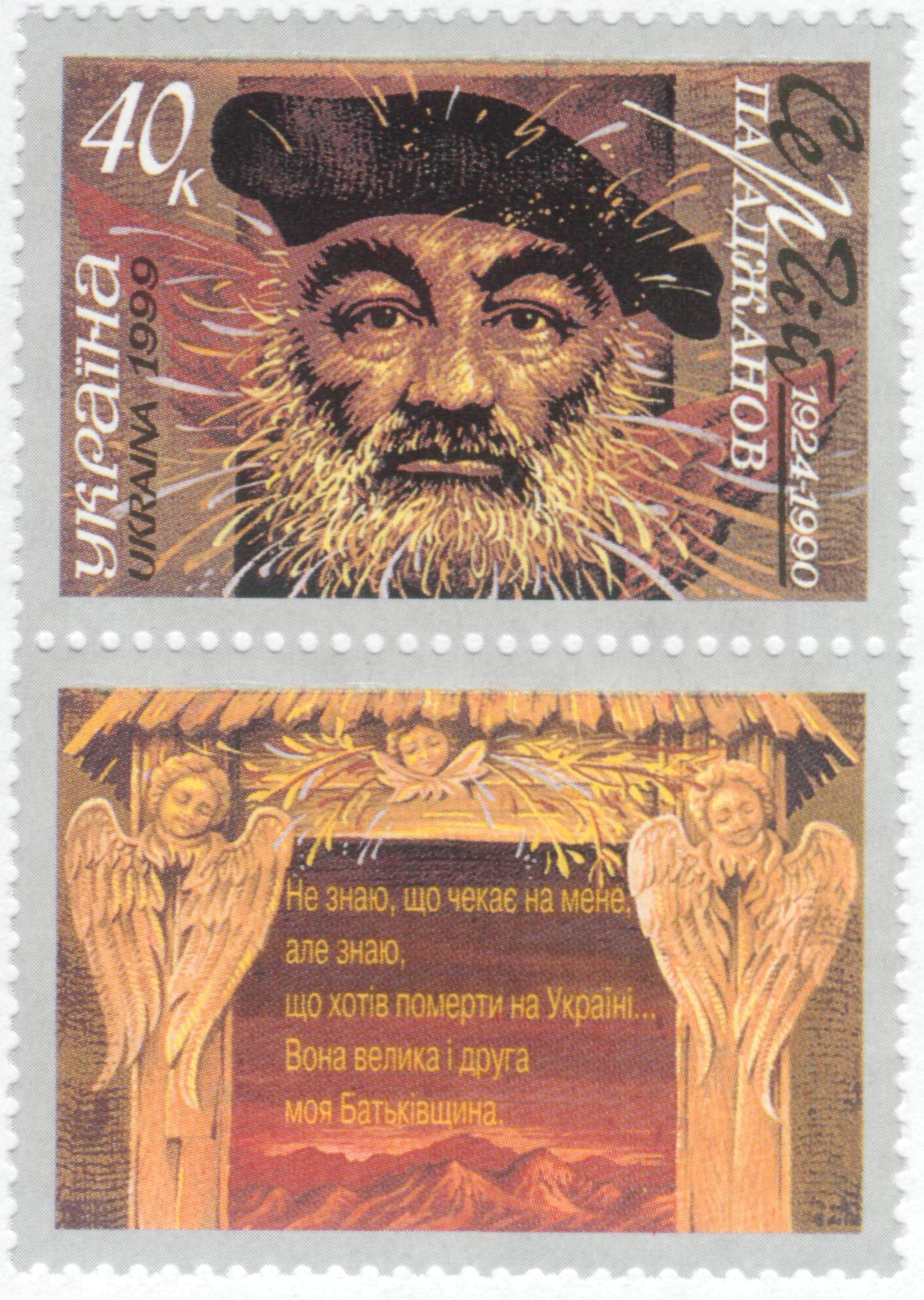
Timbre représentant Sergueï Paradjanov (1999).

Le cinéma poétique ukrainien est un mouvement artistique ayant émergé dans l'industrie cinématographique de l'Ukraine soviétique au milieu des années 1960 avec la sortie du film Les Chevaux de feu. Il se caractérise par une attention portée à l'expressivité visuelle et aux motifs surréalistes et ethnographiques, par opposition au réalisme soviétique.

## Historique

### Naissance du cinéma poétique
Durant les vingt premières années du XXe siècle, le cinéma ukrainien se développe progressivement, avec l'émergence de figures comme l'acteur Oleksa Oleksienko (uk). En 1918, un studio consacré au cinéma est créé à Kiev par les réalisateurs Vladimir Gardine, Guéorgui Stabovoï (uk) et Axel Loundine (uk).
Les années 1920 marquent le début de la reconnaissance internationale du cinéma ukrainien, grâce notamment à Alexandre Dovjenko. Ce dernier et d'autres réalisateurs introduisent le concept de « cinéma poétique » pour désigner leurs productions, en rupture avec le réalisme soviétique en vigueur chez les autres réalisateurs d'URSS.

### Âge d'or
Durant 20 ans, la domination de Dovjenko sur le cinéma ukrainien est totale. En 1957, le studio de production de Kiev est même renommé en son honneur.
Les années 1960 et 1970 sont moins fécondes les années précédentes pour le cinéma ukrainien, et peu de films sont produits durant cette période. Paradoxalement, ces deux décennies constituent l'âge d'or du cinéma ukrainien avec quelques chefs-d'œuvre comme La Dépêche disparue de Boris Ivtchenko ou Le Mois inquiétant de Veresen (uk) de Léonide Ossyka.